# Square (azienda)
Square Co., Ltd. (株式会社スクウェア?, Kabushiki Kaisha Sukuwea) era un'azienda giapponese che sviluppava, pubblicava videogiochi e produceva anime. È stata fondata nel settembre del 1986 in Giappone da Masafumi Miyamoto ed ha concretizzato la propria reputazione di sviluppatrice di videogiochi di primaria importanza con la pubblicazione, nel 1987, del primo titolo della famosa saga di giochi di ruolo Final Fantasy.
L'azienda utilizzava anche SquareSoft come brand name per riferirsi ai suoi videogiochi, e il termine viene talvolta utilizzato per riferirsi all'azienda stessa. Inoltre, il nome della filiale americana dell'azienda era "Squaresoft, Inc".
Il 1º aprile 2003, Square si fonde l'azienda giapponese Enix per formare "Square Enix".

## Storia

Logo di Square Soft, Inc.

Nell'ottobre 1983 Denyu Co. Ltd., un'azienda giapponese di costruzione di linee elettriche, apre una divisione atta allo sviluppo di videogiochi denominata Square. Il primo titolo ad essere sviluppato è lo sparatutto Treguzar, uscito nel 1985 per NES, la console più diffusa in quel periodo. L'anno successivo pubblica tre giochi: King's Knight (sparatutto), Suishou No Ryuu (videogioco d'avventura) e Deep Dungeon (videogioco di ruolo), tutti per NES e dedicati al solo mercato nipponico.
Nel settembre 1986 Square diventa indipendente separandosi dalla Denyu Co. Ltd. Ha a disposizione pochissimi fondi che le permettono di sviluppare un solo gioco con il compito di decretare il successo o il fallimento dell'azienda: Final Fantasy. Questo videogioco di ruolo per NES esce in Giappone l'anno successivo ed ottiene un successo tale da permettere all'azienda di produrne un seguito.
Nel 1988 Square pubblica Final Fantasy II, sempre per NES, e sempre in Giappone, trovando ancora ottimi riscontri nel pubblico, a cui seguirà, nel 1990, Final Fantasy III.
Square Soft Inc., filiale americana dell'azienda, vede la luce nel 1989.
Il 1991 è un anno importante per il mondo videoludico: Nintendo crea SNES, una nuova console a 16-bit in grado di disporre subito di un nuovo capitolo della saga Square: Final Fantasy IV, seguito da Final Fantasy V nel 1992 e da Final Fantasy VI nel 1994. Intanto negli Stati Uniti vengono pubblicati Final Fantasy, Final Fantasy IV e Final Fantasy VI, gli ultimi due dei quali con i nomi modificati in Final Fantasy II e Final Fantasy III.
Nel 1994 Square lavora ad un capitolo della saga per Nintendo 64, nuova console Nintendo di prossima uscita, ma il progetto viene cancellato. Tutto ciò che ne rimane è il semisconosciuto Final Fantasy SGI Demo.
Il 1995 segna per Square il parziale distaccamento dalla serie che l'ha resa famosa; si dedica quindi ad altri giochi quali Front Mission, Secret of Evermore e Chrono Trigger per SNES.
Nel 1997 Square abbandona le console Nintendo e crea Final Fantasy VII per la nuova console a 32-bit di Sony in grado di gestire ambientazioni e personaggi tridimensionali: PlayStation. Square ne vende due milioni di copie a due giorni dal lancio. Inoltre, prosegue un'altra fortunata serie con i sequel di Front Mission. Negli anni '97-'98 vengono pubblicati titoli completamente originali quali Bushido Blade (picchiaduro realistico), Ehrgeiz (picchiaduro arcade), Parasite Eve (avventura horror), Xenogears (gioco di ruolo) e Bushido Blade 2, tutti pubblicati per PlayStation. Nasce inoltre Square Europe Ltd., filiale europea.
Nel 1999 debutta Final Fantasy VIII che vende 3,3 milioni di copie in 3 giorni. Tra i numerosi titoli del periodo, Vagrant Story. Final Fantasy IX arriva nel 2000 assieme a Parasite Eve 2.
Nel 2001 vengono lanciati Final Fantasy X e Kingdom Hearts per PlayStation 2 oltre al primo film Square realizzato interamente in computer grafica, Final Fantasy: The Spirits Within.
Final Fantasy X-2 sarà l'ultimo gioco prodotto e distribuito dalla casa prima della sua unione con la Enix, avvenuta un mese dopo dalla sua pubblicazione in Giappone.